# Surutu schulzei
Surutu schulzei är en skalbaggsart som beskrevs av S. Endrödi 1975. Surutu schulzei ingår i släktet Surutu och familjen Dynastidae. Inga underarter finns listade i Catalogue of Life.